# Орловецька волость
Орловецька волость — історична адміністративно-територіальна одиниця Черкаського повіту Київської губернії з центром у селі Орловець.
Станом на 1886 рік складалася з 5 поселень, 5 сільських громад. Населення — 10345 осіб (4982 чоловічої статі та 5363 — жіночої), 1477 дворових господарства.
|                     | Площа, десятин | У тому числі орної, десятин |
| ------------------- | -------------- | --------------------------- |
| Сільських громад    | 6554           | 3798                        |
| Приватної власності | 6397           | 2330                        |
| Іншої власності     | 290            | 157                         |
| Загалом             | 13241          | 6285                        |

Поселення волості:
- Орловець — колишнє власницьке село при річці Медянка за 50 верст від повітового міста, 5178 осіб, 812 дворів, православна церква, 9 постоялих будинків, лавка. За 2 версти — винокурний завод із постоялим будинком і водяним млином. За 4 версти — бурякоцукровий завод із лікарнею. За 8 верст — залізнична станція В'язовок (Цвіткове).
- Калинівка — колишнє власницьке село, 1502 особи, 222 двори, православна церква, 2 постоялих будинки, лавка.
- Ксаверівка — колишнє власницьке село, 1378 осіб, 190 дворів, православна церква, постоялий будинок, лавка.
- Орловецька Буда — колишнє власницьке село, 967 осіб, 147 дворів, православна церква, 3 постоялих будинки, черепичний завод.
- Теклина — колишнє власницьке село при річці Медянка, 799 осіб, 106 дворів, постоялий будинок.

Старшинами волості були:
- 1909 року — Патрикій Михайлович Скринніченко[2];
- 1910—1912 роках — Михайло Іванович Міщенко[3],[4];
- 1913—1915 роках — Михайло Петрович Груй[5],[6].